# CaixaForum
Los centros CaixaForum son centros culturales de la Fundación ”la Caixa” que quieren acercar la cultura a todos los públicos  para vivirla a través de una gran programación variada. Los centros de CaixaForum se encuentran en Madrid, Barcelona, Sevilla, Zaragoza, Palma, Gerona, Lérida, Tarragona y Valencia. Además, también cuenta con varias exposiciones itinerantes por todo el territorio nacional. 
En marzo de 2023 se dio a conocer que Málaga contaría en 2026 con un Caixaforum.

## Fundación "la Caixa"
La Fundación ”la Caixa” ha recuperado edificios de gran interés arquitectónico en las principales ciudades del país para convertirlos en centros de divulgación cultural. Una apuesta por el arte y la cultura como fuente de desarrollo personal y social que aporta a las ciudades un punto de encuentro entre conocimiento, personas y espacios dinámicos para todas las edades. 

## Exposiciones y actividades culturales
CaixaForum ofrece una amplia programación de exposiciones y actividades culturales y educativas. Las temáticas van desde la música, las artes visuales y plásticas, las artes escénicas, el cine, la arquitectura y el diseño y la literatura hasta las ciencias físicas y ciencias de la vida. 
Gracias a la colaboración con grandes museos internacionales como el Museo Británico, el Museo del Prado o el Museo del Louvre, CaixaForum permite disfrutar de piezas únicas y de la obra de artistas de enorme prestigio. La propuesta expositiva de los diferentes centros se adapta a todo tipo de público, ya que cuenta con espacios educativos pensados para los más pequeños y actividades complementarias como conferencias de los comisarios o ciclos de conferencias temáticas. 
CaixaForum hace una fuerte apuesta por las visitas mediadas a las exposiciones y a la fábrica modernista, con visitas comentadas para escuelas, familias, adultos, grupos organizados o visitas con café y tertulia, así como audio guías. Los fines de semana también ofrece gratuitamente micro-visitas a las exposiciones de arte contemporáneo y la posibilidad de intercambiar impresiones y profundizar en las obras con un mediador especializado.

## Otros servicios
Los centros CaixaForum también cuentan con una librería especializada en arte, arquitectura, diseño y fotografía y una cafetería-restaurante donde disfrutar de un ambiente tranquilo.